# Holotrichia plagiata
Holotrichia plagiata är en skalbaggsart som beskrevs av Brenske 1892. Holotrichia plagiata ingår i släktet Holotrichia och familjen Melolonthidae. Inga underarter finns listade i Catalogue of Life.